# Pielonefritis
La pielonefritis (PNF) és una inflamació del ronyó, normalment a causa d'una infecció bacteriana. És una forma de nefritis. També es pot anomenar pielitis. Els símptomes més sovint inclouen febre i dolor al costat. Altres símptomes poden incloure nàusees, cremor amb la micció i micció freqüent. Les complicacions poden incloure pus al voltant el ronyó, la sèpsia o la insuficiència renal aguda.
Normalment es deu a una infecció bacteriana, més comunament Escherichia coli. Els factors de risc inclouen coit (per induir una cistitis), infeccions del tracte urinari prèvies (com la cistitis esmentada), diabetis, problemes estructurals del tracte urinari i ús d'espermicides. El mecanisme habitual és que la infecció pugi pel tracte urinari fins al ronyó. La infecció es produeix amb menys freqüència a través del torrent sanguini. El diagnòstic es basa normalment en els símptomes i es recolza en l'anàlisi d'orina. Si no hi ha millora amb el tractament, es pot recomanar realitzar alguna imatge mèdica.
La pielonefritis es pot prevenir amb la micció després del sexe i bevent prou líquids. Un cop present, generalment es tracta amb antibiòtics, com ara ciprofloxacina o ceftriaxona. Aquells amb malaltia greu poden requerir tractament a l'hospital. En aquells amb certs problemes estructurals de les vies urinàries o pedres renals, es pot requerir cirurgia.
La pielonefritis afecta entre 1 i 2 per 1.000 dones cada any i poc menys de 0,5 per 1.000 homes. Les dones adultes joves són les més afectades, seguides de les molt joves i grans. Amb tractament, Els resultats generalment són bons en adults joves. Entre les persones majors de 65 anys, el risc de mort pot arribar al 40%, tot i que això depèn de la salut de la persona gran, de l'organisme precís implicat i de com ràpidament poden rebre atenció a través d'un proveïdor o a l'hospital.